# .sh
‎.sh‏ دامنه اینترنتی اختصاص داده شده به سنت هلن است.